# 一色教親
一色 教親（いっしき のりちか）は、室町時代中期の武将、守護大名。

## 生涯
将軍足利義教の側近として重用され、その偏諱を受けて教親を名乗る。そのため、一色氏惣領の父義範との対立は続いた。
永享12年（1440年）5月15日に義範が、将軍足利義教の命を受けた武田信栄に追討され大和国で自害に追い込まれると、翌日早朝、手勢を引き連れて京の義貫邸を襲撃、放火した。この騒動で義貫の家臣数十人が討死、自害している。
この功績により一色氏の家督を継ぎ、丹後国・伊勢国北半国の守護となる（尾張国海東郡・知多郡の分郡守護でもあった）。翌年6月24日の嘉吉の乱の際は義教に供奉していたが、いち早く逃げ出し難を逃れることができた。
文安4年（1447年）から宝徳元年（1449年）の間、山城国守護及び四職を務めた。宝徳3年（1451年）11月28日急死、享年33。嫡男がいたが、幼少であるため一色氏の家督は義貫の実子である義直が継いだ。
嗣子が無いまま没したという説もあるが、戦国期に丹後を支配した一色義幸は教親の後裔（『大日本辞書』では息子）とされる。